# Harakiri (film 1962)
Harakiri (切腹?, Seppuku) è un film del 1962 diretto da Masaki Kobayashi, vincitore del Premio speciale della giuria al Festival di Cannes 1963.
Harakiri rappresenta uno dei più celebri film nipponici, nonché uno dei più acclamati dalla critica internazionale. Grazie alla forza dinamica delle scene d'azione, allo spessore psicologico e sociale dei protagonisti e della vicenda e alla peculiare tecnica narrativa, è considerato il capolavoro del regista nonché uno dei più bei film asiatici mai realizzati.

## Trama
Agli inizi del XVII secolo, la pacificazione violenta del Giappone ad opera dello shogunato ha provocato la caduta di molti signori della provincia e la conseguente creazione di un esercito di rōnin (samurai caduti in disgrazia) privi di impiego e costretti a muoversi verso le città. Nel 1630, uno di questi, Hanshiro Tsugumo, si presenta alle porte della casa Iyi, nei pressi della città di Edo. Al cospetto dell'intendente della nobile famiglia chiede che, data la situazione di disgrazia e miseria in cui è caduto dopo la caduta del signore di Geishu, gli sia concesso, nella dimora, un luogo in cui compiere onorevolmente seppuku.
Con l'intenzione di dissuaderlo, l'intendente gli narra della sorte di un altro ronin, Motome Chijiiwa, presentatosi qualche tempo addietro con la stessa richiesta. Nella circostanza, il consiglio di famiglia, per contrastare la pratica ormai diffusa, e ritenuta disonorevole, di minacciare il suicidio rituale nella speranza di ottenere un impiego o qualche elemosina, aveva deciso di assecondare la sua volontà. Motome, in ossequio al codice d'onore del samurai, era stato costretto a compiere un harakiri atroce e disonorevole con l'arma con cui si era presentato: una spada di bambù; il che gettava un'ombra sulle reali intenzioni del giovane guerriero.
La volontà di Hanshiro non appare scossa da questo racconto. Chiede che secondo i rituali codificati sia lasciata a lui la scelta del kaishakunin, colui che lo affiancherà nel suicidio inferendogli il colpo finale. Ma, dei tre samurai da lui indicati, nessuno sembra reperibile. Mentre si procede alla loro ricerca, chiede di poter raccontare i fatti della sua esistenza. Emerge allora che egli conosce molto bene Chijiiwa. Ne aveva assunto la protezione alla morte per seppuku del padre, suo grande amico, e poi, già durante l'esilio a Edo gli aveva dato in moglie la propria figlia Miho. Da loro era nato l'amato nipotino Kingo. Ma prima lei, poi il bambino, si erano ammalati, vittime della fame e degli stenti. A nulla erano valse le ricerche di lavoro di Motome, che era giunto sino a vendere la propria spada, "l'anima del samurai". Era vero che si era presentato al palazzo per denaro, ma solo per salvare moglie e figlio, che senza alcun sostegno qualche giorno dopo lo avevano seguito nella morte. E per questo, per restituirgli l'onore perduto, era giunto Hanshiro.
L'intendente della casa Iyi non è però disposto a mettere in discussione i vuoti riti formali su cui è costruito il "suo" ordine sociale. Non vacilla neppure quando Hanshiro svela completamente il suo gioco gettando ai suoi piedi i codini dei tre guerrieri che aveva richiesto come assistenti e che avevano tutti avuto un ruolo importante nel cruento harakiri di Motome. Il ronin descrive i duelli vinti coi tre e denuncia l'ipocrisia di un codice d'onore in ossequio al quale essi, per nascondere la propria vergogna, si rifiutano di uscire di casa, dandosi per ammalati.
Il consigliere lancia contro di lui gli uomini della casa. Hanshiro si difende valorosamente. Uccide quattro avversari e ne ferisce altri otto, prima di profanare i resti imbalsamati del fondatore della casa Iyi e di darsi la morte. Ufficialmente, per salvare le apparenze, le vittime, cui vanno aggiunti i tre bugiardi cui l'intendente ha imposto di fare harakiri, risulteranno vittime di un'epidemia di influenza. L'onore e il buon nome della stirpe sono preservati.

## Produzione

### Regia
"Per me Seppuku non è affatto un film di samurai...No, è un jidai-geki, un soggetto direttamente contemporaneo...Ogni epoca, la nostra come quella dei samurai, ha prodotto dei capi autoritari del tipo di quello contro il quale lotta il nostro rōnin. Attraverso la storia antica è di storia contemporanea che si vuole parlare".
Profondamente segnato dalle sue esperienze belliche - i disaccordi con le gerarchie militari, per i quali era stato trasferito dalla Manciuria alle isole Ryukyu, dove era stato catturato dagli americani e tenuto prigioniero per un anno a Okinawa - Masaki Kobayashi, in molti dei suoi film, denuncia l'ingiustizia e la crudeltà del sistema sociale. Dopo Ti comprerò (1956), sulla corruzione nel mondo del baseball, Fiume nero (1957), sullo sfruttamento della prostituzione durante l'occupazione americana del Giappone, e il monumentale La condizione umana, ambiziosa opera in tre capitoli (dei quali uno solo edito in Italia), il regista ottenne la consacrazione internazionale con questo Harakiri premiato a Cannes nel 1963 con il Premio speciale della giuria.

## Accoglienza

### Critica
La narrazione poggia in gran parte sull'uso del flashback, all'interno del motivo centrale costituito dal confronto tra il rōnin Hanshiro Tsugumo e l'intendente. Attraverso flashback è narrata quasi tutta la vicenda: il Seppuku di Motome Chijiiwa nel racconto dell'intendente; gli anni dell'esilio, il matrimonio della figlia, gli stenti e i lutti della famiglia, i duelli con i tre samurai, sono invece narrati a più riprese dal protagonista.
In un film di "potente drammaticità", il regista utilizza una vasta gamma di tecniche espressive: "lunghi dialoghi...ripresi con campi e controcampi", ma anche "brevi carrelli in avanti sui personaggi, che, a volte, terminano con contreplonge avvolgenti, altre con zoom rapidissimi, a sottolineare i momenti di massima tensione e dramma".
All'uscita, la critica fu concorde nello scorgere nel film, accanto agli elementi di continuità stilistica col grande cinema giapponese, l'emergere di uno "spirito laico e moderno" del mondo giapponese. Così, per Robert Benayoun" Masaki Kobayashi demistifica in modo inaspettato e solenne il codice d'onore degli antichi samurai esaltando invece i più fragili ed eterni sentimenti umani...Sotto la copertura di un argomento storico...riesce a darci un film contemporaneo." Quasi all'unisono, sulle colonne del Corriere della Sera e de l'Unità, Giovanni Grazzini e Ugo Casiraghi scrivevano di un "regista progressista impegnato nel denunciare...superstizioni e falsità che ancora disumanizzano i rapporti tra gli individui e le classi in nome di antiquate concezioni di sentimenti; e di "...un risultato abbastanza inatteso per un film di spada di grande costo: si vede che anche in Giappone la gente comincia a rinsavire."

## Riconoscimenti
- Festival di Cannes 1963
  - Premio Speciale della giuria
- Seminci 1965
  - Premio Ciudad de Valladolid